# Honour Crest
Honour Crest war eine 2009 gegründete Post-Hardcore-/Djent-Band aus Norfolk, Virginia.
Nach zwei veröffentlichten EPs und zwei Alben sowie Konzertreisen mit We Butter the Bread with Butter und This or the Apocalypse beschlossen die Musiker im August 2014 die Band aufzulösen.

## Geschichte
Honour Crest wurden 2009 in Norfolk, Virginia gegründet. Die Musiker der Gruppe waren Luke Borza (Gesang), Chad Orange (E-Gitarre, Programmierung, Begleitgesang), Zack Fitzpatrick (E-Gitarre), Jimmy Dillon (E-Bass) und Cory Beaver (Schlagzeug).
Bereits im Gründungsjahr erschien mit A Change in Perspective die erste professionell aufgenommene EP. Diese wurde offiziell am 29. August 2009 in Eigenvertrieb herausgebracht. Am 4. Mai 2010 folgte die nach der Band benannte EP Honour Crest. Auch diese wurde eigenfinanziert. Am 7. Juli 2012 nahm das Label Indianola Records die Gruppe unter Vertrag. Dort erschien das Debütalbum Metrics. 2013 wechselte die Gruppe das Label und unterschrieb bei Rise Records. Über dieses Label wurde Spilled Ink, das zweite Album der Gruppe, am 10. Dezember 2013 weltweit veröffentlicht.
Honour Crest tourte bereits mit The Browning und This or the Apocalypse. Für den Februar und März 2014 plante die Gruppe eine weitere nationale Konzertreise. Als Support wurden We Butter the Bread with Butter und Lions Lions bestätigt. Nach weiteren absolvierten Konzertreisen beschlossen die Musiker im August 2014 das Projekt zu beenden und lösten Honour Crest auf. Ein Abschiedskonzert soll im September absolviert werden.

## Stil
Die Gruppe spielte, laut The Artery Foundation, einen Mix aus Metalcore mit Einflüssen aus der elektronischen Musik.

## Diskografie

### EPs
- 2009: A Change in Perspective
- 2010: Honour Crest

### Alben
- 2012: Metrics (Indianola Records)
- 2013: Spilled Ink (Rise Records)